# 克里斯廷峰
克里斯廷峰（英語：Kristin Peak），是南極洲的山峰，位於羅斯島，屬於吉根布赫嶺的一部分，處於丁尼生角以南8公里，海拔高度超過1,300米，現時由南極條約體系管理。